# Parafia św. Stanisława Biskupa w Ceradzu Kościelnym
Parafia Świętego Stanisława Biskupa – rzymskokatolicka parafia znajdująca się w Ceradzu Kościelnym, w gminie Tarnowo Podgórne, w powiecie poznańskim. Należy do dekanatu przeźmierowskiego.

## Historia
Dokładna data powstania parafii nie jest znana, ponieważ nie zachował się akt erekcyjny. Od początku swojego istnienia parafia w Ceradzu Kościelnym była pod wezwaniem św. Stanisława Biskupa. Został on kanonizowany w 1253 roku, dlatego przyjęto, że historia powstania parafii może sięgać drugiej połowy XIII wieku. 

## Podział Administracyjny
W 1298 roku ówczesny biskup poznański Andrzej Zaremba Szymonowicz, wprowadził nowy podział administracyjny dla archidiakonatu poznańskiego na trzy archidiakonaty cząstkowe: większy (poznański), średni (śremski) i mniejszy (pszczewski). Ceradz wraz z parafią Świętego Stanisława Biskupa należał do granic archidiakonatu pszczewskiego, jako jednej z najbardziej wysuniętych na wschód.
Funkcję kościoła parafialnego pełni świątynia pw. św. Stanisława Biskupa i Męczennika w Ceradzu Kościelnym.

### Patronat
- Od XVI do XVII wieku patronat sprawowała rodzina Potulickich (właścicieli Jankowic).
- W 1556 roku kościół został oddany innowiercom przez Piotra Potulickiego. W 1586 roku świątynia została zwrócona Kościołowi katolickiemu za sprawą Jana i Stanisława Potulickich.
- Pod koniec XVII wieku patronat objął hrabia Wawrzyniec de Engeström wraz ze swoją żoną Rozalią Chłapowską.
- W 1858 roku świątynia przeszła w ręce niemieckie i pozostawała pod ich patronatem do 1865 roku.
- W 1897 roku Jankowice zostały zakupione przez hrabiego Stefana Kwileckiego dla swojego syna Stefana.

Patronat nad parafią Świętego Stanisława Biskupa obowiązywał do końca II wojny światowej i wprowadzenia w Polsce ustroju socjalistycznego.

### Kaplice filialne
- Kaplica pałacowa w Jankowicach — ufundowana w 1899 r. przez Stefana i Jadwigę Kwileckich

- Kaplica pw. św. Trójcy w Grzebienisku — poświęcona w 1983 r.

- Kaplica pw. Matki Boskiej z Lourdes w Gaju Wielkim — poświęcona 23 września 1981 r.